# 克勒什海吉
克勒什海吉，是匈牙利绍莫吉州所辖的一个村。总面积21.70平方公里，总人口1595，人口密度73.5人/平方公里（2011年1月1日）。